# Rodney Baston
Rodney Baston es un deportista estadounidense que compitió en tiro con arco, en la modalidad de arco recurvo. Ganó tres medallas en el Campeonato Mundial de Tiro con Arco al Aire Libre, en los años 1975 y 1979.

## Palmarés internacional
| Campeonato Mundial al Aire Libre | Campeonato Mundial al Aire Libre | Campeonato Mundial al Aire Libre | Campeonato Mundial al Aire Libre |
| Año                              | Lugar                            | Medalla                          | Prueba                           |
| -------------------------------- | -------------------------------- | -------------------------------- | -------------------------------- |
| 1975                             | Interlaken (Suiza)               | Medalla de oro                   | Equipo                           |
| 1979                             | Berlín Occidental (RFA)          | Medalla de oro                   | Equipo                           |
| 1979                             | Berlín Occidental (RFA)          | Medalla de bronce                | Individual                       |